# Bianca Knight
Bianca Knight (Ridgeland, 2 januari 1989) is een Amerikaanse atlete, die zich heeft toegelegd op de sprintnummers. Ze werd als zestienjarige al wereldkampioene op de 100 m bij de B-junioren en veroverde die titel bij de senioren op de 4 x 100 m estafette. In 2012 maakte zij deel uit van het Amerikaanse viertal dat tijdens de Olympische Spelen van Londen op de 4 x 100 m estafette kampioene werd in een wereldrecordtijd.

## Biografie

### Wereldkampioene bij de B-jeugd
Knights eerste internationale prestatie van formaat was haar overwinning op de 100 m tijdens de wereldkampioenschappen voor B-junioren in Marrakesh in 2005. Ze werd er ook nog eens tweede op de 200 m. Twee jaar later werd zij op laatstgenoemd sprintnummer in de Verenigde Staten kampioene bij de junioren, terwijl zij in 2007 op de 200 m tevens de Pan-Amerikaanse titel bij de junioren veroverde.
Als studente aan de Universiteit van Texas won Bianca Knight in 2008 de NCAA-titel op de 200 m. Ook boekte zij overwinningen in de Reebok Grand Prix in New York en bij de Bislett Games in Oslo, maar bij de Amerikaanse trials werd zij vijfde en wist zij zich niet te kwalificeren voor de Olympische Spelen in Peking.

### Successen in Europa
In 2009 gaf Knight acte de présence op diverse grote atletiekevenementen. Haar beste prestatie was haar overwinning tijdens de Aviva Birmingham Grand Prix in Gateshead, maar op de Amerikaanse kampioenschappen werd ze opnieuw vijfde en zat uitzending naar het belangrijkste toernooi van het jaar, de wereldkampioenschappen in Berlijn, er opnieuw niet in.
Dit beeld veranderde niet in 2010: weer werd ze vijfde op de Amerikaanse kampioenschappen, maar liet zij zich op internationale toernooien op de 200 m vaak vooraan zien. In Gateshead herhaalde zij haar zege van een jaar eerder.

### Succes op de 4 x 100 m
Haar doorbraak kwam in 2011. Ze werd ditmaal vierde op de 200 m tijdens de Amerikaanse kampioenschappen en zegevierde op dit nummer onder meer op enkele grote toernooien die deel uitmaakten van de IAAF Diamond League. Het leverde haar uiteindelijk uitzending op naar de WK in Daegu, waar zij haar kans greep en op de 4 x 100 m estafette als startloopster, samen met Allyson Felix, Marshevet Myers en Carmelita Jeter, in 41,56 s naar de overwinning snelde voor de Jamaicaanse ploeg, die tweede werd in 41,70 en het in 42,51 als derde finishende Oekraïense viertal. Op de Olympische Zomerspelen 2012 in Londen won ze op de 4 x 100 m estafette een gouden medaille. Met een wereldrecordtijd van 40,82 eindigde ze in de finale voor de estafetteploegen uit Jamaica (zilver; 41,41) en Oekraïne (brons; 42,04). Ze was de startloopster in de formatie die verder bestond uit Tianna Madison, Allyson Felix en Carmelita Jeter.

### Wereldkampioene 4 x 200 m
In 2014 vond in Nassau op de Bahama's de eerste editie plaats van de wereldkampioenschappen estafettes, een jaarlijks terugkerend kampioenschap waarin een vijftal estafetteonderdelen op het programma staan. Bianca Knight maakte deel uit van de Amerikaanse ploeg op de 4 x 200 m estafette. Deze ploeg, naast haar bestaande uit Shalonda Solomon, Tawanna Meadows en Kimberlyn Duncan, snelde in 1.29,45 naar de overwinning.  

## Titels
- Olympisch kampioene 4 x 100 m - 2012
- Wereldkampioene 4 x 100 m - 2011
- Wereldkampioene 4 x 200 m - 2014
- NCAA-kampioene 200 m - 2008
- Pan-Amerikaans juniorenkampioene 200 m – 2007
- Wereldkampioene B-junioren 100 m – 2005

## Persoonlijke records
Outdoor
| Onderdeel | Tijd  | Datum         | Plaats |
| --------- | ----- | ------------- | ------ |
| 100 m     | 11,07 | 27 juni 2008  | Eugene |
| 200 m     | 22,35 | 26 juni 2011  | Eugene |
| 400 m     | 52,55 | 23 april 2011 | Oxford |

Indoor
| Onderdeel | Prestatie | Datum            | Plaats       |
| --------- | --------- | ---------------- | ------------ |
| 50 m      | 6,28      | 28 januari 2012  | New York     |
| 60 m      | 7,16      | 14 maart 2008    | Fayetteville |
| 200 m     | 22,40     | 14 maart 2008    | Fayetteville |
| 300 m     | 36,41     | 12 februari 2011 | Fayetteville |
| 400 m     | 56,38     | 28 januari 2005  | Baton Rouge  |

## Palmares

### 100 m
- 2005:  WK voor B-junioren – 11,38 s
- 2008:  Bislett Games – 11,25 s
- 2010:  Shanghai Golden Grand Prix – 11,51 s

### 200 m
- 2005:  WK voor B-junioren – 23,33 s
- 2007:  Pan-Amerikaanse juniorenkamp. – 23,17 s
- 2008:  Bislett Games – 22,56 s
- 2010: 8e Qatar Athletic Super Grand Prix – 23,50 s
- 2010:  Adidas Grand Prix – 22,59 s
- 2010: 6e Meeting Areva – 22,83 s
- 2010: DQ Londen Grand Prix
- 2010:  Dagens Nyheter Galan – 22,59 s
- 2010:  British Grand Prix – 22,71 s
- 2010:  Memorial Van Damme – 23,01 s
- 2011:  Golden Gala – 22,64 s
- 2011:  Adidas Grand Prix – 22,96 s
- 2011:  British Grand Prix – 22,59 s
- 2011: 4e Herculis – 22,71 s
- 2011: 6e Weltklasse Zürich – 23,05 s
- 2012:  Adidas Grand Prix – 22,46 s
- 2012:  Meeting Areva – 22,64 s
- 2012:  Aviva London Grand Prix – 23,00 s
- 2012:  DN Galan – 22,86 s
- 2014:  Adidas Grand Prix – 23,17 s

### 4 x 100 m
- 2011:  WK – 41,56 s
- 2012:  OS – 40,82 s (WR)

### 4 x 200 m
- 2014:  WK estafettes - 1.29,45

1928: Rosenfeld, Smith, Bell, Cook ·
1932: Carew, Furtsch, Rogers, Von Bremen ·
1936: Bland, Rogers, Robinson, Stephens ·
1948: Stad-de Jong, Witziers-Timmer, van der Kade-Koudijs, Blankers-Koen ·
1952: Faggs, Jones, Moreau, Hardy ·
1956: Strickland, Croker, Mellor, Cuthbert ·
1960: Hudson, Williams, Jones, Rudolph ·
1964: Ciepły, Kirszenstein, Górecka, Kłobukowska ·
1968: Ferrell, Bailes, Netter, Tyus ·
1972: Krause, Mickler-Becker, Richter, Rosendahl ·
1976: Oelsner, Stecher, Bodendorf, Eckert ·
1980: Müller, Wöckel, Auerswald, Göhr ·
1984: Brown, Bolden, Cheeseborough, Ashford ·
1988: Brown, Echols, Griffith-Joyner, Ashford ·
1992: Ashford, Jones, Guidry, Torrence ·
1996: Devers, Miller, Gaines, Torrence ·
2000: Fynes, Sturrup, Davis, Ferguson ·
2004: Lawrence, Simpson, Bailey, Campbell ·
2008: Borlée, Mariën, Ouédraogo, Gevaert ·
2012: Madison, Felix, Knight, Jeter ·
2016: Madison, Felix, Gardner, Bowie ·
2020: Williams, Thompson-Herah, Fraser-Pryce, Jackson ·
2024: Jefferson, Terry, Thomas, Richardson
1983 Gladisch, Koch, Auerswald, Göhr · 
1987 Brown, Williams, Griffith-Joyner, Marshall · 
1991 Duhaney, Cuthbert, McDonald, Ottey · 
1993 Bogoslovskaja, Maltsjoegina, Voronova, Privalova · 
1995 Mondie-Milner, Guidry-White, Gaines, Torrence · 
1997 Gaines, Jones, Miller, Devers · 
1999 Fynes, Sturrup, Davis-Thompson, Ferguson · 
2001 Paschke, G. Rockmeier, B. Rockmeier, Wagner · 
2003 Girard, Hurtis-Houairi, Félix, Arron · 
2005 Daigle, Lee, Barber, Williams · 
2007 Williams, Felix, Barber, Edwards · 
2009 Facey, Fraser, Bailey, Stewart · 
2011 Knight, Felix, Myers, Jeter · 
2013 Russell, Stewart, Calvert, Fraser-Pryce · 
2015 Campbell-Brown, Morrison, Thompson, Fraser-Pryce · 
2017 Brown, Felix, Akinosun, Bowie · 
2019 Whyte, Fraser-Pryce, Smith, Jackson · 
2022 Jefferson, Steiner, Prandini, Terry · 
2023 Davis, Terry, Thomas, Richardson